# 小行星5795
小行星5795（英語：5795 Roshchina）是一颗围绕太阳公转的小行星。1978年9月27日，柳德米拉·切爾尼赫在克里米亚发现了此天体。
这颗小行星的绝对星等为334.09710等。